# Le Dernier des Winnebago
Le Dernier des Winnebago (titre original : The Last of the Winnebagos) est un roman court de science-fiction de Connie Willis paru en 1988 dans Asimov's Science Fiction.  Il est également paru en français sous les titres La Dernière Caravane et Le Dernier des Winnebagos.
Il a obtenu le prix Nebula du meilleur roman court 1988 et le prix Hugo du meilleur roman court 1989.
L'action du récit se déroule en 2013 en Arizona et dans le Colorado. L’auteur présente un monde dystopique dans lequel les chiens ont disparu à la suite d'une épizootie générale. Une police politique a été mise en place et enquête sur les personnes soupçonnées de tuer des canidés.
Le « Winnebago » indiqué dans le titre de la nouvelle concerne un modèle fictif de camping-car.

## Publications
- États-Unis

Le roman court est paru aux États-Unis en juillet 1988 dans Asimov's Science Fiction.
Par la suite il a été de nouveau publié dans l'anthologie Aux confins de l'étrange (Impossible Things) en 1994.
- France

Le roman a été publié en France en mars 1992 sous le titre La Dernière Caravane dans Futurs tous azimuts / Isaac Asimov présente [5] (Pocket no 5375  (ISBN 2-266-04271-8 et 978-2-266-04271-0)) dans une traduction de Maryvonne Ssossé.
Il a été inclus dans le recueil Aux confins de l'étrange (1995) dans une nouvelle traduction de Jean-Pierre Pugi puis, sous le titre Le Dernier des Winnebagos et dans une traduction révisée par Sébastien Guillot, dans le recueil Les Veilleurs (2013).
- Autres pays
  - en Croatie : Posljednji Winnebago (1989)
  - en Allemagne : Der letzte Winnebago (1991)
  - en Espagne : El último de los Winnebago (2004)
  - en Roumanie : Ultimul Winnebago (2012)

## Résumé
Alors qu’un parvovirus canin appelé « parvo » a anéanti tous les chiens vivant sur Terre environ quinze ans auparavant, une organisation appelée la Société humanitaire (en) a reçu des attributions exorbitantes du droit commun lui permettant d'enquêter sur toute personne soupçonnée d'avoir blessé ou tué un animal. Le gouvernement américain a fait ériger de hauts murs le longs des autoroutes et a fait installer des milliers de caméras de vidéosurveillance. L'usage des routes et autoroutes pour les loisirs a été interdit.
La narration du récit est faite par le personnage principal David McCombe. Il exerce la profession de photo-journaliste. Alors qu'il se rend en reportage à Tempe, il découvre un animal mort sur le bord de l'autoroute. Il s'agit d'un chacal. David McCombe prévient la Société Humaine. Il se remémore ce qu'il était arrivé à son chien Aberfan en 1998 : Katie Powell, une jeune femme de seize ans, titulaire du permis de conduire depuis quelques jours à peine, avait percuté Aberfan et l’avait tué.
La Société Humanitaire envoie deux agents spéciaux, Hunter et Segura, pour enquêter sur l’affaire du chacal. David est évidemment le principal suspect.
Poursuivant son reportage, David rencontre un couple d'octogénaires, les Ambler, qui dit posséder le dernier des Winnebagos, un camping-car des années 1990.
L'examen ultérieur des photographies prises par son appareil photo dernier cri lui permet de découvrir que c'est ce couple qui a involontairement tué le chacal, en roulant avec le Winnebago.
David décide de détruire les preuves impliquant les Ambler.